# Aufmaß
Als Aufmaß bezeichnet man im Bauwesen
a) das Ausmessen und Aufzeichnen eines bestehenden Gebäudes oder Bauwerks. Die Bauzeichnungen dienen dann als Grundlage für eine Planung. Siehe dazu auch Bauaufnahme.
b) die Ermittlung des Umfangs von Bauleistungen. Dazu misst man das tatsächliche Objekt (d. h. auf der Baustelle) auf, oder der Leistungsumfang wird aus Ausführungsplänen ermittelt. Ein Aufmaß kann für ein Leistungsverzeichnis oder zur Erstellung einer prüfbaren Abrechnung genutzt werden. Im Rahmen eines Einheitspreisvertrages dient der so ermittelte Umfang der erbrachten Leistungen als Grundlage zur Rechnungserstellung.
Nach § 2 Abs. 2 VOB/B ist das Aufmaß Basis der Vergütung und soll nach § 14 Abs. 2 VOB/B möglichst gemeinsam von Auftragnehmer und Auftraggeber vorgenommen werden. Das Aufmaß stellt das Urdokument dar, das die Grundlage für weiterführende Aufgaben bildet.
Aufbauend auf dem Aufmaß wird die Mengenermittlung (bausprachlich Massenermittlung) durchgeführt. Abrechnungsbestimmungen finden sich für die verschiedenen Gewerke in den jeweiligen Abschnitten 5 der VOB, Teil C (DIN 18299 ff.). Danach werden zum Beispiel bei Beton- und Stahlbetonarbeiten „bei Abrechnung nach Flächenmaß (m²) Öffnungen, Durchdringungen und Einbindungen über 2,5 m² Einzelgröße“ (Abschn. 5.1.2.2 DIN 18331) abgezogen. Das bedeutet, dass bei einer Betonwand eine normale Türöffnung übermessen wird.
Die Mengenermittlungen können händisch, mit Programmen zur Tabellenkalkulation oder mit speziellen Computerprogrammen durchgeführt werden. Diese basieren auf den Regelungen für die Elektronische Bauabrechnung (REB), die u. a. vom Gemeinsamen Ausschuss Elektronik im Bauwesen (GAEB) herausgegeben werden. Im Bauwesen kommt regelmäßig die REB 23.003 Regelungen für die Elektronische Bauabrechnung zum Einsatz. Durch diese Regelung werden auch Schnittstellen definiert, die zum Datenaustausch zwischen den am Bau Beteiligten dienen. Die DA11 ist die gültige Schnittstellendatei für die elektronische Bauabrechnung. Seit Oktober 2013 steht auch die Austauschdatei X31 aus GAEB DA XML 3.2 zur Verfügung.
In Österreich regelt die ÖNORM A2063 den Aufbau von Datenbeständen, die automationsunterstützt in den Phasen Ausschreibung, Vergabe und Abrechnung (AVA) zwischen allen Beteiligten, wie LB-Herausgeber, Planer, Auftraggeber, Bieter oder Auftragnehmer, ausgetauscht werden.
In der Schweiz hat der Unternehmer gemäß SIA Art. 144 bei jeder Abschlagszahlung ein Ausmaß beizulegen, was jedoch von der Bauleitung kontrolliert werden muss.